# Parasesia cristallina
Parasesia cristallina är en fjärilsart som beskrevs av Le Cerf 1916. Parasesia cristallina ingår i släktet Parasesia och familjen glasvingar. Inga underarter finns listade i Catalogue of Life.